# Aguateken
Das indigene Volk der Aguateken, auch Aguacatecas, Awakateken oder nach ihrer Selbstbezeichnung Balamiha, lebt relativ isoliert im Hochland des mittelamerikanischen Landes Guatemala im Departamento Huehuetenango. Eine kleine Minderheit der Aguateken lebt im Süden des Nachbarlands Mexiko.
Die Aguateken pflegen eine traditionell-bäuerliche Lebensweise und praktizieren eine auf dem Anbau von Gemüse (hauptsächlich Mais und Bohnen) und Zuckerrohr (Cash Crop) basierende Subsistenzwirtschaft. Infolge des Rückgangs kommunalen indigenen Landbesitzes in Guatemala wandten sich viele Aguateken der Lohnarbeit im Agrarsektor zu.
Die Sprache der Aguateken, das Awakatekische, gehört zur Gruppe der Mam-Sprachen innerhalb der Maya-Sprachen.